# Náutica
Náutica, född 4 januari 2001 i Atotonilco el Alto i Jalisco, är en mexikansk fribrottare som brottats i Consejo Mundial de Lucha Libre sedan 2021.
Tillsammans med Adira besegrade hon Valkiria och Hatanna för att erövra titelbältena Occidente Women's Tag Team Championships den 23 april 2024 i Guadalajara.
Som många andra mexikanska fribrottare uppträder Náutica med mask, enligt traditionerna inom lucha libre. Hennes riktiga namn och identitet är således inte känt av allmänheten. Hon tillhör Trueno-familjen, hennes far Mr. Trueno och hennes farbror Rey Trueno har brottats i Consejo Mundial de Lucha Libre sedan 2000-talet.